# Prenomi romeni
Questa voce raccoglie i prenomi tipici della lingua romena, con eventuali varianti e l'equivalente in italiano, se esiste.

## A
Maschili
| Nome       | Varianti     | Corrispondente italiano |
| ---------- | ------------ | ----------------------- |
| Adama      |              | Adamo                   |
| Adriana    | Adia         | Adriano                 |
| Alberta    |              | Alberto                 |
| Alexandrua | Alex, Sandua | Alessandro              |
| Alina      |              |                         |
| Anastasiea |              | Anastasio               |
| Andreia    |              | Andrea                  |
| Anghela    |              | Angelo                  |
| Antoniua   | Antona       | Antonio                 |
| Apostola   |              | Apostolo                |
| Atanasiea  | Atanasea     | Atanasio                |
| Augustina  |              | Agostino                |
| Aurela     | Auricăa      | Aurelio                 |
| Aureliana  |              | Aureliano               |

Femminili
| Nome       | Varianti                           | Corrispondente italiano |
| ---------- | ---------------------------------- | ----------------------- |
| Adelaa     | Adelina, Adinaa                    | Adele                   |
| Adrianaa   |                                    | Adriana                 |
| Alexandraa | Alexandrina, Andra, Sanda, Sandraa | Alessandra              |
| Alinaa     |                                    | Alina                   |
| Amaliaa    |                                    | Amalia                  |
| Anaa       | Ani, Anișoaraa                     | Anna                    |
| Anamariaa  |                                    | Annamaria               |
| Ancaa      | Ancuțaa                            |                         |
| Andreeaa   | Andrea, Andradaa                   | Andreina                |
| Angelaa    |                                    | Angela                  |
| Angelicaa  |                                    | Angelica                |
| Antoniaa   |                                    | Antonia                 |
| Atenaa     |                                    | Atena                   |
| Aureliaa   | Auricaa                            | Aurelia                 |
| Auroraa    |                                    | Aurora                  |

## B
Maschili
| Nome      | Varianti | Corrispondente italiano |
| --------- | -------- | ----------------------- |
| Beniamina |          | Beniamino               |
| Bogdana   |          |                         |

Femminili
| Nome      | Varianti | Corrispondente italiano |
| --------- | -------- | ----------------------- |
| Beatricea |          | Beatrice                |
| Biancaa   |          | Bianca                  |
| Bogdanaa  |          |                         |
| Brândușaa |          |                         |

## C
Maschili
| Nome        | Varianti                                 | Corrispondente italiano |
| ----------- | ---------------------------------------- | ----------------------- |
| Călina      |                                          |                         |
| Carola      |                                          | Carlo                   |
| Cătălina    |                                          | Caterino                |
| Cezara      |                                          | Cesare                  |
| Cipriana    |                                          | Cipriano                |
| Claudiua    |                                          | Claudio                 |
| Codrina     | Codruța                                  |                         |
| Constantina | Costache, Costel, Costin, Costică, Dinua | Costantino              |
| Corneliua   | Cornela                                  | Cornelio                |
| Cosmina     |                                          | Cosimo                  |
| Cristiana   | Cristia                                  | Cristiano               |

Femminili
| Nome         | Varianti                     | Corrispondente italiano |
| ------------ | ---------------------------- | ----------------------- |
| Călinaa      |                              |                         |
| Cameliaa     |                              | Camelia                 |
| Carmena      |                              | Carmela                 |
| Casandraa    |                              | Cassandra               |
| Cătălinaa    | Ecaterina, Catina, Catrinela | Caterina                |
| Ceciliaa     |                              | Cecilia                 |
| Cezaraa      |                              | Cesara                  |
| Claraa       |                              | Chiara                  |
| Claudiaa     |                              | Claudia                 |
| Constanțaa   |                              | Costanza                |
| Constantinaa |                              | Costantina              |
| Corinaa      |                              | Corinna                 |
| Corneliaa    |                              | Cornelia                |
| Cosminaa     |                              | Cosima                  |
| Crinaa       |                              |                         |
| Cristianaa   |                              | Cristiana               |
| Cristinaa    |                              | Cristina                |

## D
Maschili
| Nome       | Varianti        | Corrispondente italiano |
| ---------- | --------------- | ----------------------- |
| Daciana    |                 | Daciano                 |
| Damiana    |                 | Damiano                 |
| Daniela    | Dan, Dănuța     | Daniele                 |
| Dariusa    |                 | Dario                   |
| Davida     |                 | Davide                  |
| Decebala   |                 |                         |
| Dezideriua |                 | Desiderio               |
| Dionisiea  | Denisa          | Dionigi                 |
| Doriana    |                 | Doriano                 |
| Dorina     | Dorinela        |                         |
| Dorua      |                 |                         |
| Dragomira  | Dragoș, Dragosa |                         |
| Dumitrua   | Miticăa         | Demetrio                |

Femminili
| Nome     | Varianti | Corrispondente italiano |
| -------- | -------- | ----------------------- |
| Dacianaa |          | Daciana                 |
| Danielaa | Danaa    | Daniela                 |
| Dariaa   |          | Daria                   |
| Deliaa   |          | Delia                   |
| Demetraa |          | Demetra                 |
| Denisaa  |          | Dionisia                |
| Dianaa   |          | Diana                   |
| Doinaa   |          |                         |
| Dorinaa  |          |                         |
| Dumitraa |          | Demetria                |

## E
Maschili
| Nome     | Varianti         | Corrispondente italiano |
| -------- | ---------------- | ----------------------- |
| Eduarda  |                  | Edoardo                 |
| Eliseia  |                  | Eliseo                  |
| Emanuela | Emanoil, Manuela | Emanuele                |
| Emila    |                  | Emilio                  |
| Emiliana |                  | Emiliano                |
| Eugena   |                  | Eugenio                 |
| Eusebiua |                  | Eusebio                 |

Femminili
| Nome       | Varianti        | Corrispondente italiano |
| ---------- | --------------- | ----------------------- |
| Elenaa     | Lenuța, Ilincaa | Elena                   |
| Elisabetaa |                 | Elisabetta              |
| Elizaa     |                 | Elisa                   |
| Emanuelaa  | Manuelaa        | Emanuela                |
| Emiliaa    |                 | Emilia                  |
| Esteraa    |                 | Ester                   |
| Eugeniaa   |                 | Eugenia                 |
| Evaa       |                 | Eva                     |

## F
Maschili
| Nome       | Varianti | Corrispondente italiano |
| ---------- | -------- | ----------------------- |
| Fabiana    |          | Fabiano                 |
| Feliciana  |          | Feliciano               |
| Felixa     |          | Felice                  |
| Filimona   |          | Filemone                |
| Filipa     |          | Filippo                 |
| Flaviua    | Flaviusa | Flavio                  |
| Floriana   | Floreaa  | Floriano                |
| Florentina |          | Fiorentino              |
| Florina    |          | Florino                 |
| Francisca  |          | Francesco               |

Femminili
| Nome        | Varianti | Corrispondente italiano |
| ----------- | -------- | ----------------------- |
| Feliciaa    |          | Felicia                 |
| Flaviaa     |          | Flavia                  |
| Florentinaa |          | Fiorentina              |
| Florianaa   |          | Floriana                |
| Floricaa    |          |                         |
| Florinaa    |          | Florina                 |

## G
Maschili
| Nome      | Varianti                 | Corrispondente italiano |
| --------- | ------------------------ | ----------------------- |
| Gabriela  | Gavril, Gabia            | Gabriele                |
| Gheorghea | Georgian, George, Ghițăa | Giorgio                 |
| Ghenadiea |                          | Gennadio                |
| Grigorea  |                          | Gregorio                |

Femminili
| Nome      | Varianti       | Corrispondente italiano |
| --------- | -------------- | ----------------------- |
| Gabrielaa | Gavrila, Gabia | Gabriella               |
| Georgetaa | Georgianaa     | Giorgia                 |

## H
Maschili
| Nome      | Varianti | Corrispondente italiano |
| --------- | -------- | ----------------------- |
| Haralamba |          | Caralampo               |
| Horațiua  |          | Orazio                  |
| Horeaa    | Horiaa   |                         |

Femminili

## I
Maschili
| Nome     | Varianti                               | Corrispondente italiano |
| -------- | -------------------------------------- | ----------------------- |
| Iacoba   |                                        | Giacobbe/Giacomo        |
| Ieronima |                                        | Girolamo                |
| Iliea    |                                        | Elia                    |
| Iona     | Ivan, Ioan, Ionel, Ionuț, Nelu, Iancua | Giovanni                |
| Iosifa   |                                        | Giuseppe                |
| Isaca    |                                        | Isacco                  |
| Iuliana  |                                        | Giuliano                |
| Iuliua   |                                        | Giulio                  |
| Iustina  |                                        | Giustino                |

Femminili
| Nome     | Varianti                        | Corrispondente italiano |
| -------- | ------------------------------- | ----------------------- |
| Iasminaa |                                 | Gelsomina               |
| Ileanaa  |                                 | Ileana                  |
| Ioanaa   | Ionela, Oana, Gianina, Geaninaa | Giovanna                |
| Iolandaa |                                 | Iolanda                 |
| Irinaa   |                                 | Irene                   |
| Isabelaa | Isabellaa                       | Isabella                |
| Iuliaa   |                                 | Giulia                  |
| Iulianaa |                                 | Giuliana                |

## L
Maschili
| Nome       | Varianti | Corrispondente italiano |
| ---------- | -------- | ----------------------- |
| Ladislaua  |          | Ladislao                |
| Laurențiua |          | Lorenzo                 |
| Lazăra     |          | Lazzaro                 |
| Leonarda   |          | Leonardo                |
| Liliana    |          | Liliano                 |
| Liviua     |          | Livio                   |
| Lucaa      |          | Luca                    |
| Luciana    |          | Luciano                 |

Femminili
| Nome         | Varianti | Corrispondente italiano |
| ------------ | -------- | ----------------------- |
| Lăcrămioaraa |          |                         |
| Larisaa      |          | Larissa                 |
| Lauraa       |          | Laura                   |
| Laviniaa     |          | Lavinia                 |
| Leontinaa    |          | Leontina                |
| Lianaa       |          | Liana                   |
| Lidiaa       |          | Lidia                   |
| Ligiaa       |          | Ligea                   |
| Lilianaa     |          | Liliana                 |
| Liviaa       |          | Livia                   |
| Loredanaa    |          | Loredana                |
| Lorenaa      |          | Lorena                  |
| Luciaa       |          | Lucia                   |
| Lucianaa     |          | Luciana                 |
| Luizaa       |          | Luisa                   |
| Luminițaa    |          |                         |

## M
Maschili
| Nome     | Varianti         | Corrispondente italiano |
| -------- | ---------------- | ----------------------- |
| Mădălina |                  | Maddaleno               |
| Marcela  |                  | Marcello                |
| Mariana  |                  | Mariano                 |
| Marina   |                  | Marino                  |
| Mariusa  |                  | Mario                   |
| Martina  |                  | Martino                 |
| Mateia   |                  | Matteo                  |
| Mihaia   | Mihail, Mihăițăa | Michele                 |
| Mirceaa  |                  |                         |
| Mirona   |                  | Mirone                  |

Femminili
| Nome       | Varianti          | Corrispondente italiano |
| ---------- | ----------------- | ----------------------- |
| Mădălinaa  | Magdalena, Magdaa | Maddalena               |
| Marcelaa   |                   | Marcella                |
| Margaretaa |                   | Margherita              |
| Mariaa     | Maricicaa         | Maria                   |
| Marianaa   |                   | Mariana                 |
| Marilenaa  |                   | Marilena                |
| Marinaa    | Marinelaa         | Marina                  |
| Martaa     |                   | Marta                   |
| Melaniaa   |                   | Melania                 |
| Mihaelaa   |                   | Michela                 |
| Minodoraa  |                   | Menodora                |
| Mirelaa    |                   | Mirella                 |
| Mirunaa    |                   |                         |
| Monicaa    |                   | Monica                  |

## N
Maschili
| Nome     | Varianti                | Corrispondente italiano |
| -------- | ----------------------- | ----------------------- |
| Nicolaea | Neculai, Nicu, Nicușora | Nicola                  |

Femminili
| Nome      | Varianti | Corrispondente italiano |
| --------- | -------- | ----------------------- |
| Narcisaa  |          | Narcisa                 |
| Nataliaa  |          | Natalia                 |
| Nicoletaa |          | Nicoletta               |
| Noemia    |          | Noemi                   |

## O
Maschili
| Nome      | Varianti | Corrispondente italiano |
| --------- | -------- | ----------------------- |
| Octaviana |          | Ottaviano               |
| Ovidiua   |          | Ovidio                  |

Femminili
| Nome     | Varianti | Corrispondente italiano |
| -------- | -------- | ----------------------- |
| Octaviaa |          | Ottavia                 |
| Olgaa    |          | Olga                    |
| Olimpiaa |          | Olimpia                 |
| Otiliaa  |          | Odilia                  |
| Ovidiaa  |          | Ovidia                  |
| Ozanaa   |          | Osanna                  |

## P
Maschili
| Nome      | Varianti                | Corrispondente italiano |
| --------- | ----------------------- | ----------------------- |
| Paula     |                         | Paolo                   |
| Petrua    | Petre, Petrică, Petruța | Pietro                  |
| Pompiliua |                         | Pompilio                |

Femminili
| Nome       | Varianti | Corrispondente italiano |
| ---------- | -------- | ----------------------- |
| Paulaa     |          | Paola                   |
| Petronelaa |          | Petronilla              |

## R
Maschili
| Nome     | Varianti | Corrispondente italiano |
| -------- | -------- | ----------------------- |
| Radua    |          |                         |
| Rafaela  |          | Raffaele                |
| Rareșa   |          |                         |
| Raula    |          | Raul                    |
| Răzvana  |          |                         |
| Remusa   |          | Remo                    |
| Roberta  |          | Roberto                 |
| Romeoa   |          | Romeo                   |
| Romulusa |          | Romolo                  |

Femminili
| Nome      | Varianti | Corrispondente italiano |
| --------- | -------- | ----------------------- |
| Rahelaa   |          | Rachele                 |
| Ralucaa   |          |                         |
| Ramonaa   |          | Raimonda                |
| Rebecaa   |          | Rebecca                 |
| Renataa   |          | Renata                  |
| Rodicaa   |          |                         |
| Rozaliaa  |          | Rosalia                 |
| Ruxandraa | Roxanaa  | Rossana                 |

## S
Maschili
| Nome       | Varianti | Corrispondente italiano |
| ---------- | -------- | ----------------------- |
| Samuela    |          | Samuele                 |
| Sebastiana |          | Sebastiano              |
| Sergiua    |          | Sergio                  |
| Silviua    |          | Silvio                  |
| Simona     | Simiona  | Simone                  |
| Sorina     |          |                         |
| Stana      |          |                         |
| Ștefana    | Fanea    | Stefano                 |
| Steliana   |          | Stiliano                |

Femminili
| Nome      | Varianti | Corrispondente italiano |
| --------- | -------- | ----------------------- |
| Sabinaa   |          | Sabina                  |
| Saraa     |          | Sara                    |
| Silviaa   |          | Silvia                  |
| Simonaa   |          | Simona                  |
| Sofiaa    |          | Sofia                   |
| Soniaa    |          | Sonia                   |
| Sorinaa   |          |                         |
| Ștefaniaa | Ștefanaa | Stefania                |
| Stelaa    |          | Stella                  |
| Stelianaa |          | Stiliana                |

## T
Maschili
| Nome     | Varianti        | Corrispondente italiano |
| -------- | --------------- | ----------------------- |
| Teodora  | Tudor, Theodora | Teodoro                 |
| Teofila  |                 | Teofilo                 |
| Tiberiua |                 | Tiberio                 |
| Timoteia |                 | Timoteo                 |
| Tomaa    |                 | Tommaso                 |
| Traiana  |                 | Traiano                 |

Femminili
| Nome     | Varianti | Corrispondente italiano |
| -------- | -------- | ----------------------- |
| Tatianaa |          | Tatiana                 |
| Teodoraa |          | Teodora                 |
| Terezaa  |          | Teresa                  |

## V
Maschili
| Nome      | Varianti  | Corrispondente italiano |
| --------- | --------- | ----------------------- |
| Valentina | Valia     | Valentino               |
| Valeriana |           | Valeriano               |
| Valeriua  | Valia     | Valerio                 |
| Vasilea   | Vasilicăa | Basilio                 |
| Victora   |           | Vittorio                |
| Viorela   |           |                         |
| Virgiliua | Virgila   | Virgilio                |
| Vlada     |           |                         |

Femminili
| Nome       | Varianti | Corrispondente italiano |
| ---------- | -------- | ----------------------- |
| Valentinaa |          | Valentina               |
| Valeriaa   |          | Valeria                 |
| Vasilicaa  |          | Basilia                 |
| Veronicaa  |          | Veronica                |
| Victoriaa  |          | Vittoria                |
| Violetaa   |          | Violetta                |
| Viorelaa   | Vioricaa |                         |
| Virginiaa  |          | Virginia                |